# Boswellia dalzielii
Boswellia dalzielii är en tvåhjärtbladig växtart som beskrevs av Hutchinson. Boswellia dalzielii ingår i släktet Boswellia och familjen Burseraceae. Inga underarter finns listade i Catalogue of Life.